# Національна дорога 48 (Польща)
Національна дорога 48 (пол. Droga krajowa nr 48, DK48) — національна дорога класу GP та G що веде від міжнародної траси E67 (S8) від Томашува-Мазовецького до східного кордону Польщі, якого, однак, не доходить, закінчуючи у Коцьку на перехресті з трасою S19. Пролягає через такі воєводства: Лодзьке, Мазовецьке, Люблінське і проходить паралельно DK12. Сполучає (через інші дороги) Лодзь з Любліном, не проходячи через Радом чи Варшаву.
Має протяжність близько 200 км.
У містах Бжоза та Северинув вздовж дороги пролягає дворядна алея з різними породами дерев (переважно липами), яка є пам'яткою природи.

## Клас дороги
На розрізі шосе має показники класу GP. Демблін — Moszczanka — Kock, та параметри класу G на ділянці Томашів-Мазовецький (S8 — «Томашів-Мазовецький центр») — Іновлодзь — Клвув — Потворув — Білобжегі — Ґловачув — Kozienice — Словики-Нові — Сєцехув — Аббей — Демблін.

## Допустиме навантаження на вісь
З 13 березня 2021 року на дорогах дозволено рух транспортних засобів з навантаженням на одну ведучу вісь до 11,5 тонн.

### До 13 березня 2021 року
Раніше на автомобільну дорогу державного значення № 48 діяли обмеження щодо допустимого навантаження на одну вісь:
| Знак | Допустиме навантаження | Ділянка |
| ---- | ---------------------- | --- |
| DK48 | до 10 тонн             | - Козениці (вул. 79 Радомська — 79 вул. Варшавська) - Демблін (801) — Мощанка (17) |
| DK48 | до 8 тонн              | - Томашув Мазовецький (розв'язка S8 «Томашув-Мазовецький центр») — Іновлудз — Клвув — Потворув — Білобжегі — Гловачув — Козениці (вул.79). Радомська) - Козеніце (вул. 79 Варшавська) — Соловіки Нові — Сєцехув — Аббей — Демблін (801) - Мощанка (17) — Коцьк (19 вузол «Коцьк») |

## Важливі міста на трасі DK48
- Томашув Мазовецький (S8)
- Спала
- Одживул
- Висьмежиці
- Білобжегі (S7)
- Добешин
- Ґловачув
- Козениці (DK79)
- Демблін
- Мощанка (DK17)
- Сточек-Коцький
- Коцьк (S19, DK19) — об'їзна